# Verbier
Koordinati: 46° 05' 46" severne širine, 7° 13’ 44" vzhodne dolžine
Verbier je naselje in zimskošportno središče v jugozahodnem švicarskem kantonu Valais. Kraj s približno 1.800 prebivalci se nahaja na ozemlju občine Bagnes v Peninskih Alpah na višini 1.500 m. Najvišja točka smučarskega središča je 3.330 m visoki Mont Fort, ki je obenem tudi najvišja točka celotne smučarske regije Štirih dolin (francosko 4 Vallées), v kateri se poleg Verbiera nahajajo še Bruson, Les Collons, Les Masses, Nendaz, Thyon, La Tzoumaz in Veysonnaz.
Verbier je prizorišče športnih tekmovanj, kot so Svetovni pokal v alpskem smučanju za ženske v letih 1983, 1984, Svetovni pokal v jadralnem padalstvu leta 1993, mladinsko svetovno prvenstvo v alpskem smučanju leta 2001, leta 2005 je bil Verbier cilj gorske etape na kolesarski dirki po Švici, prav tako leta 2009 na kolesarski dirki po Franciji. Verbier je tudi cilj vojaškogorske tekme Patrouille des Glaciers.
Poleti Verbier gosti Festival klasične glasbe.